# Direitos Iguais, Rituais Iguais
Direitos Iguais, Rituais Iguais (no original “Equal Rites”) é um romance de fantasia humorístico de Terry Pratchett publicado em 1987 e o terceiro livro da série Discworld, o primeiro cujo protagonista não é Ricewind. O título é um jogo de palavras com a frase “Direitos Iguais, Rituais Iguais”, visto que no inglês “Equal Rites” tem som muito semelhante com “Equal Rights”.
O romance apresenta pela primeira vez a personagem vovó Cera do Tempo, que irá aparecer em outros romances da série. A protagonista, Eskarina Smith, não retorna à série até o romance I Shall Wear Midnught, sem tradução para o português, publicado 23 anos depois.

## Resumo
O mago Drum Billet sabe que em breve irá morrer e viaja a um lugar onde o oitavo filho de um oitavo filho está prestes a nascer. Isso significa que a criança está destinada a se tornar um mago, já que no disco, o numero oito possui muitas propriedades mágicas, como o número sete em algumas mitologias. Billet, guiado por seu cajado, que repassá-lo ao seu sucessor.
A parteira que estava auxiliando o nascimento é a bruxa Vovó Cera do Tempo, ela tenta avisar o mago que o recém nascido é uma menina, mas é ignorada pelo mago por ser uma bruxa. Billet percebe seu erro tardiamente e o cajado é transmitido a Esk (nome completo Eskarina Smith). O m\ago morre a vovó decide ensinar a Esk seu. Conforme Esk cresce, torna-se evidente que ela possui poderes incontroláveis, e a bruxa local vovó Cera do Tempo decide viajar com ela até a Universidade Invisível em Ankh-Morpork para ajuda-la a ganhar o conhecimento requerido para gerenciar corretamente seus poderes.
Na viagem à Ankh-Morpork, Eskerina se apaixona por Simon, um aprendiz muito inteligente e considerado um gênio. Mas uma feiticeira é algo completamente desconhecido no Diskworld. Esk é malsucedida em sua primeira tentativa de entrar na Universidade Invisível, visto que a próprio prédio da instituição, impregnado de magia, impede que o encantamento se realize. Mas a vovó encontra outra maneira: ingressar como uma servente. Enquanto trabalha Esk testemunha o progresso de um aprendiz de feiticeiro chamado Simon, que ela havia conhecido anteriormente, em seu caminho a Ankh-Morpork.  Simon é um talento natural que desenvolve uma nova maneira de olhar o universo que o reduz a números de componentes. Sua magia, no entanto, é tão poderosa que causa um buraco seja aberto para as Dimensões das Coisas.
O cajado que protege Esk acerta Simon na cabeça, deixando-o desacordado. Esk acaba jogando o cajado no rio. Ao tentar resgatar Simon, que está preso na dimensão das coisas, é levada para o mesmo deserto de gelo onde ele se encontra. É impossível derrotar as Coisas utilizando magia, pois elas se alimentam justamente da luz emitida pela magia. Esk então conclui que ara vencê-las, é necessário não utilizar a magia.
Paralelamente, Vovó entra na Universidade solicitando a ajuda dos magos para recuperar o cajado. O arqui-reitor da universidade, o mago Cortângulo, na tentativa de expulsar a bruxa de um local  exclusivo para homens, entra em duelo com a mesma. Cortangulo e Cera do Tempo decidem por fim juntar esforços e resgatar o cajado de Esk. Ao se refugiarem de uma tempestade na biblioteca da escola, encontram Esk e Simon desacordados. Esk e Simon acorda apenas após Esk ser feita maga.
Ao final, a universidade passa a reconhecer as bruxas e aceitar meninas como alunas. Vovó Cera do Tempo é feita professora, Esk e Simon trabalham em um tipo completamente novo de magia, “que ninguém consegue entender”.